# 臺灣省政府警政廳
臺灣省政府警政廳（簡稱臺灣省警政廳、警政廳或慣稱舊名警務處），隸屬臺灣省政府，受內政部警政署指揮監督，掌理臺灣省警察行政及業務，並指揮、監督各縣（市）警衛之實施。前身為警務處，1997年1月16日改制為警政廳。1999年7月1日配合臺灣省政府功能業務與組織調整，所屬人員及業務併入內政部警政署。

## 沿革
- 1945年10月25日，臺灣省行政長官公署正式運作，機關處所設於原臺北市役所（今行政院中央大樓），下設臺灣省行政長官公署警務處掌理全省警察行政。10月27日，臺灣省行政長官公署警務處接管臺灣總督府警察官、司獄官練習所，成立臺灣省警察訓練所。
- 1947年5月15日，隨臺灣省行政長官公署改組為臺灣省政府而改稱臺灣省警務處掌理臺灣省警政。
- 1947年7月，整併基隆市警察局水上分局與基隆港務局港務警察隊為「基隆港務警察局」，改隸臺灣省警務處。
- 1948年4月1日，所屬臺灣省警察訓練所改制為「臺灣省警察學校」。
- 1948年7月1日，原高雄市警察局水上分局改制為「臺灣省高雄港務警察所」，改隸臺灣省警務處。所屬基隆港務警察局改制為「臺灣省基隆港務警察所」。
- 1949年10月，原臺灣省行政長官公署交通處鐵路管理委員會警務室改制為「臺灣省鐵路警察局」，改隸臺灣省警務處。[2]
- 1950年，所屬臺灣省保安警察總隊改銜為「臺灣省保安警察第一總隊」。
- 1950年7月1日，鹽務改隸臺灣省警務處，成立臺灣省鹽務稅警總隊。
- 1951年2月，所屬警察修械所改名為「臺灣省警察槍械車輛修理所」。
- 1953年7月1日，所屬臺灣省鹽務稅警總隊改稱「臺灣省鹽務警察總隊」。
- 1954年3月1日，成立「臺灣省警察廣播電臺」。[3]
- 1955年1月，臺灣省政府將臺灣省菸酒公賣局、臺灣省工礦公司、臺灣省農林公司、臺灣省煤礦公會等駐衛警察隊合併整編為「臺灣省工礦警察總隊」，隸屬臺灣省警務處。
- 1957年9月16日，原臺灣省政府臺灣省保安警察第二總隊改隸臺灣省警務處。
- 1958年7月1日，實施警政改革方案，所屬臺灣省工礦警察總隊縮編為臺灣省工礦警察大隊、所屬臺灣省高雄港務警察所改隸高雄市警察局、所屬臺灣省基隆港務警察所改隸基隆市警察局。所屬臺灣省警察槍械車輛修理所改名為「臺灣省警務處警察機械修理廠」。
- 1959年，所屬特種勤務大隊改組整編為「直屬警察大隊」。
- 1962年2月1日，臺灣省高雄港務警察所、臺灣省基隆港務警察所擴大編制員額，再行復隸臺灣省警務處。[4]
- 1965年9月16日，所屬原基隆港務警察所花蓮港水上派出所升格為「臺灣省花蓮港務警察所」。[5]
- 1970年1月16日，於臺北松山機場成立「臺灣航空警察所」。[6][7]
- 1970年5月16日，原臺灣省公路警察隊擴大整編為「公路警察大隊」，改隸臺灣省警務處。[8]
- 1972年7月5日，內政部警政司改制升格為內政部警政署，與臺灣省警務處合署辦公。
- 1973年7月，原臺灣警備總司令部民防指揮管制中心，改隸臺灣省警務處。12月1日，配合十大建設臺中港開工建港，成立臺灣省臺中港警察隊。
- 1977年6月，原臺灣省臺中港警察隊擴編成立「臺灣省臺中港務警察所」，仍隸臺灣省警務處。[9]
- 1978年7月1日，所屬臺灣省鹽務警察總隊改稱「臺灣省保安警察第三總隊」。[10]
- 1978年7月12日，配合中正國際機場開航，所屬臺灣航空警察所改制為「航空警察局」，改隸內政部警政署。[6][7]
- 1981年1月，以工礦警察大隊為基礎，納編水庫警察隊、銀行駐警隊、相關事業警衛單位，改制為「臺灣省保安警察第四總隊」。
- 1986年7月1日，所屬臺灣省警察學校改制為「臺灣警察學校」，並改隸內政部警政署。[11]
- 1990年1月1日，奉行政院核准依「內政部警政署保安警察組織通則」規定，所屬保安警察各總隊、直屬警察大隊改隸內政部警政署。所屬臺灣省保安警察第四總隊改制為「臺灣省保安警察總隊」，仍隸屬臺灣省警務處。[12]
- 1990年7月，所屬臺灣省警務處警察機械修理廠更名為「臺灣省政府警務處警察機械修理廠」。[13]
- 1995年5月1日，改制為臺灣省政府警務處，並搬遷至臺中市警察局保安大樓（後來的臺中市政府警察局文心路總局廳舍）辦公。
- 1997年1月16日，臺灣省政府組織規程修正通過，改制為臺灣省政府警政廳。
- 1999年7月1日，配合「臺灣省政府功能業務與組織調整」（簡稱精省），所屬人員及業務併入內政部警政署。

## 組織架構

### 警政廳本部[14][15]
- 廳長1人（簡任）、副廳長3人（簡任）、主任秘書1人（簡任或薦任）
- 9科：行政科、保安科、教育科、後勤科、戶口科、民防科、外事科、交通科、經濟科
- 7室：秘書室、督察室、保防室、公共關係室、人事室、會計室、統計室
- 1中心：勤務指揮中心

### 附屬警察機關
- 臺灣省保安警察總隊（兼受臺灣省政府有關廳、處指揮監督）
- 臺灣省鐵路警察局（兼受臺灣鐵路管理局指揮監督）
- 刑事警察大隊
- 臺灣省公路警察大隊（兼受臺灣省政府交通處公路局指揮監督）
- 臺灣省基隆港務警察所（兼受基隆港務局指揮監督）
- 臺灣省臺中港務警察所（兼受臺中港務局指揮監督）
- 臺灣省高雄港務警察所（兼受高雄港務局指揮監督）
- 臺灣省花蓮港務警察所（兼受花蓮港務局指揮監督）
- 警察電訊所
- 警察廣播電臺
- 民防指揮管制中心
- 警察機械修理廠

## 歷任首長[16]

### 臺灣省行政長官公署警務處處長
| 任別 | 姓名   | 肖像 | 任職期間              | 備註 |
| ---- | ------ | ---- | --------------------- | --- |
| 1    | 胡福相 |      | 1945年11月－1947年3月 | 號明遠，浙江寧海人，浙江省警官學校正科1期 原中央警官學校第二分校副主任兼台幹班主任 臺灣光復後首任處長，後調任臺灣省行政長官公署參事 |
| 2    | 王民寧 |      | 1947年3月－1947年5月  | |

### 臺灣省警務處處長
| 任別 | 姓名   | 肖像 | 任職期間              | 備註 |
| ---- | ------ | ---- | --------------------- | --- |
| 1    | 王民寧 |      | 1947年5月－1948年11月 | 字一鶴，臺北樹林人，日本陸軍士官學校工兵科 原臺灣省警備總司令部副官處少將處長 後調任總統府中將參軍                                           |
| 2    | 胡國振 |      | 1948年11月－1949年2月 | 黃埔軍校4期，中華民國陸軍少將 原新疆省警務處處長兼中央警官學校第三分校主任                                                                   |
| 3    | 王成章 |      | 1949年2月－1950年4月  | 福建廈門人，黃埔軍校6期 原臺灣省民政廳山地行政處處長 後任臺灣省民防司令部專任副司令                                                          |

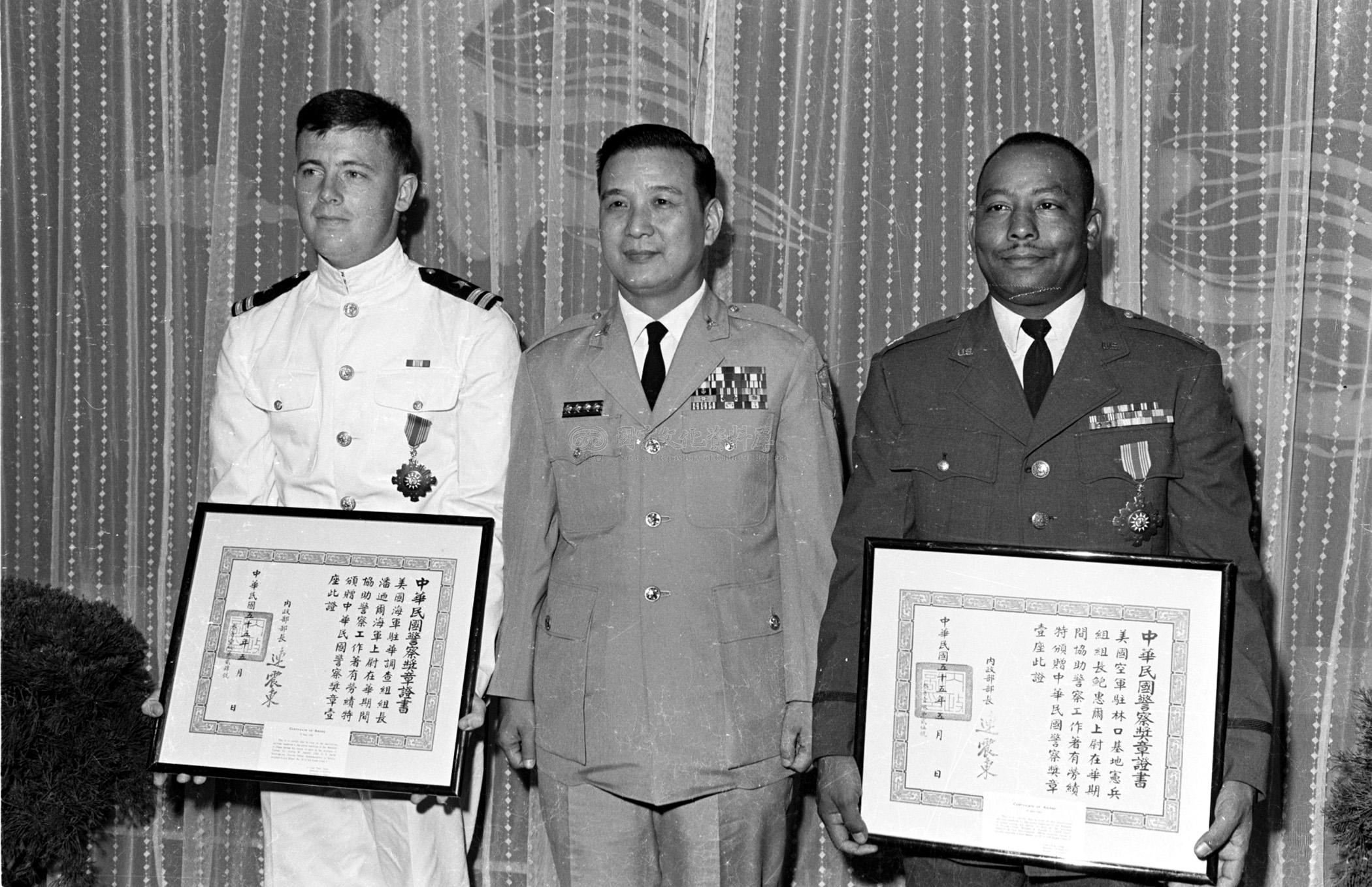
1966年6月25日，台灣省警務處長周中峰（中），在警察廣播電台代表內政部頒贈警察獎章給兩名駐台美軍，分別為空軍林口憲兵組組長鮑惠爾上尉（右），及美海軍調查組組長潘迺爾上尉（左）後合影。

| 4    | 陶一珊 |      | 1950年4月－1953年6月  | 江蘇江寧人，黃埔軍校6期，中華民國陸軍少將 原國防部政治部第四組少將組長 後任臺灣省政府顧問，其子陶大偉、孫陶喆均為著名歌手                    |
| 5    | 陳仙洲 |      | 1953年6月－1955年12月 | 河北保定人，陸軍軍官學校高等教育班第4期，中華民國陸軍少將 原臺灣省保安司令部督察處處長                                                       |
| 6    | 樂 幹  |      | 1955年12月－1957年5月 | 字書田，黃埔軍校6期，原中央警官學校校長兼臺灣省警察學校校長 1957年因五二四（劉自然）事件被解職，後任國家安全局設計委員                       |
| 7    | 郭 永  |      | 1957年5月－1962年9月  | 號頤卿，湖南醴陵人，陸軍軍官學校12期，中華民國陸軍中將 後任軍團副司令、澎湖防衛司令                                                          |
| 8    | 張國疆 |      | 1962年9月－1964年9月  | 陸軍軍官學校9期，中華民國陸軍少將 原陸軍砲兵學校校長 後調任總統府少將參軍                                                                    |
| 9    | 周中峰 |      | 1964年9月－1967年6月  | 陸軍軍官學校13期，中華民國陸軍中將 原政工幹部學校校長 後調任中華民國國家安全局局長                                                           |
| 10   | 黃對墀 |      | 1967年6月－1968年9月  | 中央警官學校特警班1期，中華民國陸軍少將 原臺灣省警務處技正兼督察室主任 處長兼臺北市政府警察局局長、臺灣省警察學校校長 後陞任內政部警政司司長 |
| 11   | 羅揚鞭 |      | 1968年9月－1972年7月  | 陸軍軍官學校11期，中華民國陸軍中將 原政工幹部學校校長 處長兼臺北市政府警察局局長 後調任憲兵司令部司令                                        |
| 12   | 周菊村 |      | 1972年7月－1976年12月 | 內政部警政署署長兼任 |
| 13   | 孔令晟 |      | 1976年12月－1980年6月 | 內政部警政署署長兼任 |
| 14   | 何恩廷 |      | 1980年6月－1982年2月  | 內政部警政署署長兼任 |
| 15   | 胡務熙 |      | 1982年2月－1983年11月 | 中央警官學校特警班2期，中華民國陸軍少將 原臺北市政府警察局局長 內政部警政署副署長兼任，屆齡退休                                              |
| 16   | 林永鴻 |      | 1983年11月－1988年3月 | 中央警官學校正科16期，原內政部警政署刑事警察局局長 內政部警政署副署長兼任，屆齡退休                                                          |
| 17   | 于春艷 |      | 1988年3月－1992年4月  | 中央警官學校正科15期，原臺灣省警務處副處長 內政部警政署副署長兼任，屆齡退休                                                                  |
| 18   | 陳 璧  |      | 1992年4月－1995年5月  | |

### 臺灣省政府警務處處長
| 任別 | 姓名   | 肖像 | 任職期間             | 備註                                                                                   |
| ---- | ------ | ---- | -------------------- | -------------------------------------------------------------------------------------- |
| 1    | 陳 璧  |      | 1995年5月－1996年6月 | 政工幹部學校政治系、中央警官學校警監班1期 原內政部警政署副署長，後陞任中央警察大學校長 |
| 2    | 王一飛 |      | 1996年6月－1997年1月 |                                                                                        |

### 臺灣省政府警政廳廳長
| 任別 | 姓名   | 肖像 | 任職期間             | 備註                                                            |
| ---- | ------ | ---- | -------------------- | --------------------------------------------------------------- |
| 1    | 王一飛 |      | 1997年1月－1999年7月 | 中央警官學校正科23期，原內政部消防署署長 1999年精省後，卸任退休 |

## 辦公廳舍所在地

### 臺北時期（1945年－1995年）
位於臺北市中正區天津街1號，原日治時期樺山小學校校舍，今內政部警政署署本部所在地。
1945年國民政府來臺接收後，由警務處進駐使用。
1972年內政部警政署遷至本址與臺灣省警務處合署辦公。

### 臺中時期（1995年－1999年）
位於臺中市西屯區文心路二段588號，原臺中市政府警察局文心路廳舍所在地。
1995年署處分隸，臺灣省政府警務處搬遷至臺中市，暫借臺中市政府警察局保安大樓辦公。

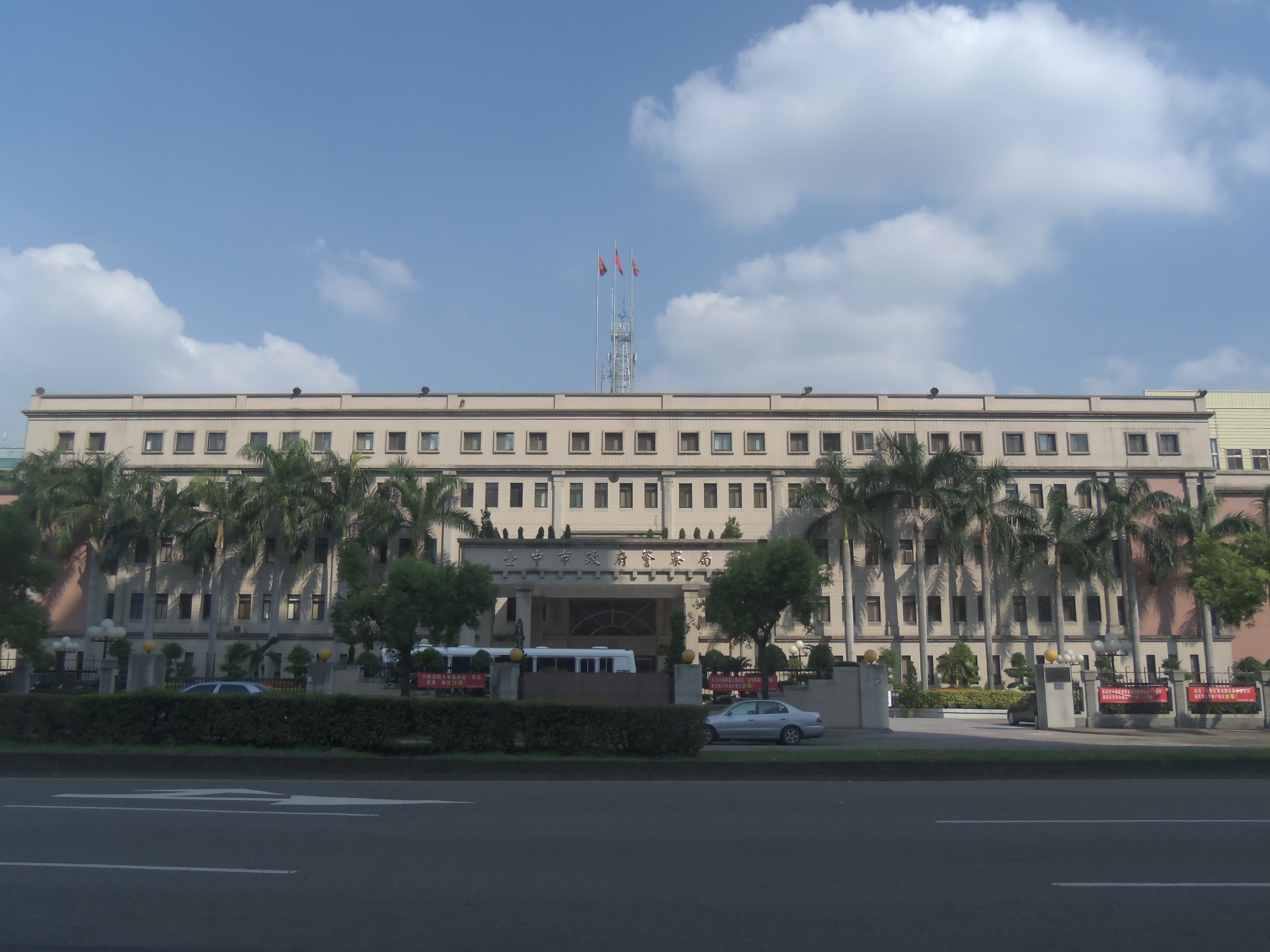
1992年6月－1999年7月臺灣省政府警務處/警政廳